# Siège de Fort Massachusetts
Troisième guerre intercoloniale
Batailles
- Raid sur Canseau
- Annapolis Royal (1er)
- Annapolis Royal (2e)
- Port-Toulouse
- Louisbourg
- Île Saint-Jean
- Saratoga
- Expédition d'Anville
- Fort Massachusetts
- Grand-Pré
- Fort no 4

Le siège de Fort Massachusetts (19-20 août 1746) est un épisode de la troisième guerre intercoloniale au cours duquel le fort Massachusetts, situé à 55 km à l'est d'Albany (New York), sur la rive de la Rivière Hoosic, approximativement à l'actuelle ville de North Adams, est assiégé et capturé par une force composée d'environ 1 000 Français et Amérindiens venus de Nouvelle-France, commandée par François-Pierre de Rigaud de Vaudreuil. Le fort, défendu par une garnison affaiblie par la maladie, originaire de la province de la baie du Massachusetts, se rend après que ses réserves de munitions et de poudre à canon ait été épuisées. Trente hommes sont faits prisonniers et transportés à Québec, où la moitié d'entre eux meurent en captivité.

## Sources et bibliographie
- (en) Cet article est partiellement ou en totalité issu de l’article de Wikipédia en anglais intitulé « Siege of Fort Massachusetts » (voir la liste des auteurs).
- (en) Grace Greylock Niles, The Hoosac Valley : its legends and its history, New York, G.P. Putnam's Sons, 1912, 584 p. (OCLC 4293711, lire en ligne)